# Pseudorthodes prodeuns
Pseudorthodes prodeuns là một loài bướm đêm trong họ Noctuidae.